# Битка на Авраамови поля
Битката на Авраамови поля, известна също като битка при Квебек, е повратна битка в хода на Седемгодишната война. Конфронтацията, състояла се на 13 септември 1759 г. се води между британската армия и флота и френската армия на плато току извън стените на Квебек. В битката участват по-малко от 10 000 войници от двете страни, но се тя оказва решителна точка в конфликта между Великобритания и Франция за съдбата на Нова Франция, повлиявайки на по-сетнешното образуване на Канада.
Кулминация на тримесечна британска обсада, битката продължава по-малко от час. Британските войски под командването на генерал Джеймс Улф успешно се противопоставят на френското настъпление в колонна формация под командването на Луи-Жозеф, маркиз дьо Монкалм, използвайки нова тактика, която се оказва крайно успешна срещу стандартни военни формации, използвани в повечето големи европейски конфликти. И двамата генерали са смъртоносно ранени по време на битката. Улф умира на полето минути след сражението, а Монкалм умира на следващата сутрин. След битката останалите сили на Франция в Канада и останалата част на Северна Америка са подложени на все по-голям натиск от страна на британските сили.
Макар френските сили да продължават да се бият и вземат надмощие в няколко битки след превземането на Квебек, британците удържат крепостта. Неотстъпчивостта им се пренася и в други области на северноамериканския боен театър. След четири години почти всики френски владения в източна Северна Америка са предадени на британците.